# Língua inheri
O iñeri (inheri) ou galhíphona (kalhíphona) é uma língua da família linguística arawak.